# IC 4582
IC 4582 ist eine Balken-Spiralgalaxie vom Hubble-Typ SBbc im Sternbild Nördliche Krone am Nordsternhimmel. Sie ist schätzungsweise 144 Millionen Lichtjahre von der Milchstraße entfernt.
Das Objekt wurde am 26. Juli 1895 von Stéphane Javelle entdeckt.